# Yashahime: Princess Half-Demon
Yashahime: Princess Half-Demon (japanisch 半妖の夜叉姫, Han’yō no Yashahime) ist eine Anime-Fernsehserie des Studios Sunrise aus dem Jahr 2020. Sie ist die Fortsetzung der Anime- und Mangaserie Inu Yasha aus den Jahren 1996 bis 2008 und erzählt von der Generation der Töchter der Hauptfiguren aus der Vorgängerserie.

## Handlung
Nach dem Ende der Ereignisse von Inu Yasha bleibt Kagome nach ihrem Schulabschluss dauerhaft bei Inu Yasha im mittelalterlichen Japan. Er und Miroku sowie Sango sind weiter als Dämonenjäger aktiv. Der Mönch und die Dämonenjägerin bekommen bald die Zwillinge Kin'u und Gyokuto sowie später den Sohn Hisui. Kagome und Inu Yasha haben eine Tochter Moroha. Eines Tages werden die Mädchen Towa und Setsuna beim Dämonenjägerdorf abgegeben – von Sesshōmaru, dessen halbdämonische Töchter sie sind. Doch bei einem Brand im Wald, in den die beiden geraten, wird die vierjährige Towa vom Baum der Zeitalter in die Moderne befördert, wo sie von Kagomes jüngerem Bruder Sota aufgenommen wird. Währenddessen wächst Setsuna als Dämonenjägerin auf.
Viele Jahre später ist Towa Higurashi eine Oberschülerin, die mit ihrem forschen Auftreten und regelmäßigen Prügeleien ihrer Pflegefamilie immer wieder Sorgen macht. Die Erinnerung an ihre Vergangenheit im alten Japan und ihre dämonischen Kräfte hat sie sich bewahrt, doch liebt sie auch ihre neue Familie mit Sota, dessen Frau Moe und der kleinen Tochter Mei. Doch dann werden Moroha und Setsuna von einem Dämon angegriffen, der ihnen einen Teil ihrer Kraft raubt und gelangen bei der Verfolgung durch den Baum der Zeitalter zusammen mit dem Dämon in das moderne Japan. Hier treffen sie auf Towa, die ihre Schwester freudig wiedererkennt. Setsuna aber erkennt sie nicht und greift Towa an. Zwar können sie vereint den Dämon besiegen, aber nun nicht mehr zurückkehren. Erst nach einiger Zeit des gemeinsamen Lebens im modernen Japan kann Setsuna ihre Schwester anerkennen. Und Towa erfährt, dass Setsuna ihre Träume und damit auch ihren Schlaf verloren hat, und schwört ihr, diese zurückzubringen. Die aufgeweckte Moroha hat währenddessen den vom Dämon Wurzelkopf besessenen Baum der Zeitalter zu ihrer Rückreise überreden können.
Auf ihrer Reise zurück in die Zeit der streitenden Reiche erzählt den Dreien der Baum der Zeitalter von Kirinmaru, einem alten Rivalen ihres Großvaters, des Herrn der Hundedämonen. Der ist nun wieder erwacht und bedroht den Baum und die Zeit selbst. Sesshōmaru lehnte das Erbe seines Vaters und damit auch die Verantwortung gegenüber Kirinmaru, ab. Nun sollen die drei jungen Halbdämoninnen der Bedrohung begegnen, die vor allem in Form der vier Dämonen vom chinesischen Festland droht, die Kirinmaru folgen. Die drei lehnen zunächst ab, werden aber bald zur Dämonenjagd entsandt. Towa begleitet dabei Setsuna, die wieder im Dämonenjägerdorf unter Kohaku arbeitet, wo sie aufgewachsen ist. Moroha erhält Kopfgeldaufträge vom Leichenhändler, bei dem sie hoch verschuldet ist. Die Aufträge führen die drei Mädchen immer wieder zum gleichen Ort, an dem sie nacheinander gemeinsam die vier chinesischen Dämonen besiegen. Dabei können sie zwar den geplagten Menschen helfen, doch Moroha entgeht stets das Kopfgeld. Auch lernen sie mehr über ihre Fähigkeiten kennen: Moroha kann sich mit der Schminke ihrer Großmutter in die unkontrollierbare, viel stärkere Beniyasha verwandeln. Towa lernt ihr Schwert zu führen, ihre dämonische Energie zu kontrollieren und ihren Gegnern diese zu entziehen. Bei Neumond aber verwandelt sie sich in einen normalen Menschen und verliert all ihre dämonische Kraft. Schließlich treffen sie beim vierten Auftrag auch auf den Mönch Miroku und dessen Frau Sango, die früher Inu Yasha begleitet haben. Der Sohn der beiden, Hisui, der nun im Dämonenjägerdorf arbeitet, begleitet die drei Mädchen dabei und hilft im Kampf gegen den vierten Dämon Tōsetsu. Den können sie, wie den Dämon Konton, besiegen aber nicht töten.
Der Pirat Riku, den Towa bereits an einem Fluss kennengelernt hat, stellt sich als einer der Abkömmlinge Kirinmarus heraus. Er war zugegen, als einige Zeit nach der Geburt der drei Halbdämoninnen ein übernatürlicher Meteorit die Erde bedrohte und dessen Zerstörungen von Sesshōmaru, Inu Yasha und Kagome abgewendet wurden. Doch der Halbdämon und die Priesterin durch in der Folge durch einen Zauber gebannt. So wuchs Moroha allein auf, ehe sie von einer Meisterin das Dämonenjagen lernte. Diese ist nun zurückgekehrt und wird von Kirinmarus Dämonen in den Kampf gegen Moroha gehetzt, den die junge Halbdämonin jedoch gewinnen kann. Bald darauf werden die drei Mädchen von Konton und Tōsetsu selbst in eine Falle gelockt. Doch können sie durch das Vertrauen, dass sie mittlerweile ineinander haben, erneut siegen. Nach mehreren Fehlschlägen mischt sich nun Rikus Herrin Zero ein, ebenfalls eine Dämonin aus Kirinmarus Gefolge. Sie hebt das Siegel auf, das Miroku auf Setsunas dämonische Kraft gelegt hat. Setsuna kann ihre Kraft nur noch schwer kontrollieren und Miroku kann die Befreiung ihrer Kraft nicht vollständig rückgängig machen. Schließlich agiert auch Riku eigenständig, der für seine Herrin die sieben Regenbogenperlen sammeln will. Sie wurden aus ihr geboren, als sie ihre dämonische Kraft und Unsterblichkeit aufgeben wollte, die Riku ihr zurückgeben will. Drei der Perlen sind im Besitz der drei Halbdämoninnen, denen sie bessere Kontrolle über ihre Kräfte geben. Mit seinem Charme kann Riku Towa überreden, ihr zumindest eine Perle zu überlassen. Towa besinnt sich bald darauf, sodass die drei sich auf die Suche nach Riku und Zero machen. Schließlich kommt es zum Kampf zwischen den Mädchen und Zero, in dem auch Sesshōmaru und Kirinmaru auftauchen, sich aber nicht einmischen wollen.

## Produktion und Veröffentlichung
Die Serie entstand beim Studio Sunrise unter der Regie von Teruo Sato. Neben Hauptautor Katsuyuki Sumisawa war auch Rumiko Takahashi, die Autorin des ursprünglichen Mangas, an der Ausarbeitung des Konzepts beteiligt. Das Charakterdesign entwickelte Yoshihito Hishinuma und die künstlerische Leitung lag bei Shigemi Ikeda und Yukiko Maruyama. Für den Ton war Yasushi Nagura verantwortlich und der Produzent war Toshikazu Naka. Für den Schnitt war Kazuhiro Nii verantwortlich.
Im Mai 2020 wurde die Serie erstmals angekündigt. Die 25 Minuten langen Folgen wurden vom 3. Oktober 2020 bis 20. März 2021 von NNS in Japan ausgestrahlt. Mit 24 Folgen wurde die erste Staffel abgeschlossen. Eine zweite Staffel mit weiteren 24 Folgen wurde dann vom 2. Oktober 2021 bis zum 26. März 2022 gezeigt. International wird die Serie von Crunchyroll per Streaming veröffentlicht, unter anderem mit deutschen, englischen, spanischen und portugiesischen Untertiteln. Im Februar 2023 folgte die Veröffentlichung einer deutschen Synchronfassung. AnimeLab zeigt sie online in Australien und Neuseeland und Funimation Entertainment erwarb die Rechte für Nord- und Südamerika. Seit 2025 wird die Serie im Vorabendprogramm von ProSieben Maxx gezeigt.

### Synchronisation
Die deutsche Synchronisation entsteht im Studio Rescue Film GmbH. Nicole Hise und Marie-Jeanne Widera führen bei dem Projekt Regie. Für die Dialogbücher waren verantwortlich: Marie-Jeanne Widera, Nicole Hise, Uwe Thomsen, Jakob Möller, Poetine Alija und Kathrin Stoll.
| Rolle             | japanischer Sprecher (Seiyū) | deutsche Sprecher      |
| ----------------- | ---------------------------- | ---------------------- |
| Moroha            | Azusa Tadokoro               | Laura Jenni            |
| Setsuna           | Mikako Komatsu               | Angelina Markiefka     |
| Towa Higurashi    | Sara Matsumoto               | Julia Gruber           |
| Kohaku            | Ryōhei Kimura                | Daniel Schlauch        |
| Jūbei             | Tsuyoshi Koyama              | Jan Gebauer            |
| Sota Higurashi    | Junya Enoki                  | Julian Manuel          |
| Moe Higurashi     | Eriko Matsui                 | Tatjana Pokorny        |
| Mei Higurashi     | Haruka Terui                 | Lisa Dzyadyk           |
| Grandpa Higurashi | Katsumi Suzuki               | Jürgen Jung            |
| Kagomes Mutter    | Asako Dodo                   | Alisa Palmer           |
| Takechiyo         | Ai Farouz                    | Lara Schmidt           |
| Hisui             | Takehiro Urao                | Leonard Rosemann       |
| Myōga             | Kenichi Ogata                | Walter von Hauff       |
| Inu Yasha         | Kappei Yamaguchi             | Sebastian Kluckert     |
| Kagome Higurashi  | Satsuki Yukino               | Ulrike Jenni           |
| Miroku            | Makoto Yasumura              | Florian Halm           |
| Sango             | Hōko Kuwashima               | Angela Wiederhut       |
| Shippō            | Kumiko Watanabe              | Julia Haacke           |
| Kaede             | Hisako Kyōda                 | Ilona Grandke          |
| Kirara            | Tarako                       | wird im O gelassen     |
| Kikyō             | Noriko Hidaka                | Claudia Lössl          |
| Sesshōmaru        | Ken Narita                   | Pascal Breuer          |
| Rin               | Mamiko Noto                  | Katharina Schwarzmaier |
| Kin'u             | Aya Gomazuru                 | Marie-Jeanne Widera    |
| Gyokuto           | Hitomi Ueda                  | Nicola Grupe-Arnoldi   |
| Kirinmaru         | Yoshimasa Hosoya             | Fabian Rohm            |
| Zero              | Maaya Sakamoto               | Melanie Manstein       |
| Riku              | Jun Fukuyama                 | Benjamin Mereis        |

### Musik
Die Musik der Serie wurde komponiert von Kaoru Wada, der bereits für den Soundtrack von Inu Yasha verantwortlich war. Die Vorspannlieder sind New Era von SixTones und Burn von NEWS. Der Abspann wurde unterlegt mit den Liedern Break von Uru und Keshō von Ryokuōshoku Shakai. Für die zweite Staffel verwendete man für die beiden Vorspanne die Lieder ReBorn von NEWS und Kyōmei von SixTones. Die Abspannlieder sind Tōmei na Sekai von Little Glee Monster und Anaaki no Sora von adieu.

### Episoden
| Nr. (ges.) | Nr. (St.) | Deutscher Titel                                        | Originaltitel      | Erstausstrahlung Japan | Deutschsprachige Erstveröffentlichung (D/A/CH) |
| ---------- | --------- | ------------------------------------------------------ | ------------------ | ---------------------- | ---------------------------------------------- |
| 1          | 1         | Inuyasha seither                                       | あれからの犬夜叉   | 3. Okt. 2020           | -                                              |
| 2          | 2         | Die drei Prinzessinnen                                 | 三匹の姫           | 10. Okt. 2020          | -                                              |
| 3          | 3         | Traumschmetterling                                     | 夢の胡蝶           | 17. Okt. 2020          | -                                              |
| 4          | 4         | Das Tor zur Vergangenheit                              | 過去への扉         | 24. Okt. 2020          | -                                              |
| 5          | 5         | Jakotsumaru vom Palast der roten Knochen               | 赤骨御殿の若骨丸   | 31. Okt. 2020          | -                                              |
| 6          | 6         | Katzen-Juan im alten Tempel                            | 古寺の猫寿庵       | 7. Nov. 2020           | -                                              |
| 7          | 7         | Begegnung mittels Apfel                                | 林檎の出会い       | 14. Nov. 2020          | -                                              |
| 8          | 8         | Die Träume offenbarende Falle                          | 夢ひらきの罠       | 21. Nov. 2020          | -                                              |
| 9          | 9         | Meifuku, der Meioju                                    | 冥王獣の冥福       | 28. Nov. 2020          | -                                              |
| 10         | 10        | Die goldene und silberne Regenbogenperle               | 金と銀の虹色真珠   | 5. Dez. 2020           | -                                              |
| 11         | 11        | Der Fluch des menschenfressendes Teichs                | 人喰い沼の呪い     | 12. Dez. 2020          | -                                              |
| 12         | 12        | Neumondnacht-die schwarzhaarige Towa                   | 朔の夜、黒髪のとわ | 19. Dez. 2020          | -                                              |
| 13         | 13        | Leckerer Sengoku-Mönch                                 | 戦国おいしい法師   | 26. Dez. 2020          | -                                              |
| 14         | 14        | Der Verursacher des Waldbrandes                        |                    | -                      |                                                |
| 15         | 15        | Mondfinsternis – Der schicksalshafte, schwere Abschied |                    | -                      |                                                |
| 16         | 16        | Morohas Klinge                                         |                    | -                      |                                                |
| 17         | 17        | Die Falle der zwei Übel                                |                    | -                      |                                                |
| 18         | 18        | Sesshomaru und Kirinmaru                               |                    | -                      |                                                |
| 19         | 19        | Prinzessin Aiyas Beniyasha-Jagd                        |                    | -                      |                                                |
| 20         | 20        | Das verborgene Halbdämönen-Dorf                        |                    | -                      |                                                |
| 21         | 21        | Das Geheimnis der Regenbogenperlen                     |                    | -                      |                                                |
| 22         | 22        | Das gestohlene Siegel                                  |                    | -                      |                                                |
| 23         | 23        | Gegenangriff der drei Prinzessinnen                    |                    | -                      |                                                |
| 24         | 24        | Was es bedeutet, Sesshomarus Töchter zu sein           |                    | -                      |                                                |
| 25         | 25        | Tenseiga zu führen                                     |                    | -                      |                                                |
| 26         | 26        | Dämonengeist des Meeres                                |                    | -                      |                                                |
| 27         | 27        | Der Fluch der Silberschuppe                            |                    | -                      |                                                |
| 28         | 28        | Die Barriere am Berg Musubi                            |                    | -                      |                                                |
| 29         | 29        | Das Mädchen namens Rion                                |                    | -                      |                                                |
| 30         | 30        | Hisui, der Yokai-Jäger                                 |                    | -                      |                                                |
| 31         | 31        | Takechiyos Auftrag                                     |                    | -                      |                                                |
| 32         | 32        | Nanaahoshis Mini-Galaxie                               |                    | -                      |                                                |
| 33         | 33        | Mayonakas Besuch                                       |                    | -                      |                                                |
| 34         | 34        | Kampf bei Neumond, Teil 1                              |                    | -                      |                                                |
| 35         | 35        | Kampf bei Neumond, Teil 2                              |                    | -                      |                                                |
| 36         | 36        | Der Ort, an den Towa (nicht) gehört                    |                    | -                      |                                                |
| 37         | 37        | Zeros Begehr                                           |                    | -                      |                                                |
| 38         | 38        | Kirinmaru des Morgengrauens                            |                    | -                      |                                                |
| 39         | 39        | Eltern und Kind wiedervereint                          |                    | -                      |                                                |
| 40         | 40        | Die Flucht der drei Prinzessinnen                      |                    | -                      |                                                |
| 41         | 41        | Akurus Windrädchen                                     |                    | -                      |                                                |
| 42         | 42        | Die Windmühle der Zeit stürzt ein                      |                    | -                      |                                                |
| 43         | 43        | Die Bühne verdunkelt sich                              |                    | -                      |                                                |
| 44         | 44        | Wenn Yoreisei einschlägt                               |                    | -                      |                                                |
| 45         | 45        | Osamu Kirins Ayakashi-Jagd                             |                    | -                      |                                                |
| 46         | 46        | Der Yorei-Schmetterling der Verzweiflung               |                    | -                      |                                                |
| 47         | 47        | Vater und Tochter                                      |                    | -                      |                                                |
| 48         | 48        | Eine ewig währende Zukunft                             |                    | -                      |                                                |

## Manga
Im September 2021 startete eine Adaption der Geschichte als Manga im Magazin Shōnen Sunday S. Die Adaption wird von Takashi Shiina umgesetzt und der Verlag Shogakukan bringt sie auch in bisher neun Sammelbänden heraus (Stand: Mai 2025). Eine englische Übersetzung erscheint bei Viz Media.